# Kærligheds-signalet
Kærligheds-signalet er en amerikansk stumfilm fra 1921 af Frances Marion.

## Medvirkende
- Mary Pickford som Angela Carlotti
- Evelyn Dumo som Maria
- Raymond Bloomer som Giovanni
- Fred Thomson som Joseph
- Albert Prisco som Pietro
- George Regas som Tony
- Eddie Phillips som Mario Carlotti
- Jean De Briac som Antonio Carlotti